# ساوت (آلاباما)
ساوت (به انگلیسی: South) یک منطقهٔ مسکونی در ایالات متحده آمریکا است که در آلاباما واقع شده‌است. ساوت ۱۱۷٫۰۴ متر بالاتر از سطح دریا واقع شده‌است.